# Jan Kalous (herec)
Jan Kalous (29. ledna 1979 Praha – 29. srpna 2018 Praha) byl český herec.
Poprvé se před kamerou objevil v devíti letech, a to po boku Jiřího Schmitzera a Marie Rosůlkové v pohádkových filmech Věry Plívové-Šimkové Nefňukej, veverko (1988) a Veverka a kouzelná mušle (1989). Další dětské role ztvárnil také ve filmech Freonový duch (1990), Plivník (1990), Ohrožené prázdniny (1990), Panelák (1992) či Císařovy nové šaty (1993). Později hrál i v pohádkách Zdeňka Trošky Z pekla štěstí (1999) a Z pekla štěstí 2 (2001). Posledním jeho snímkem byl třídílný televizní film I ve smrti sami (2004). Menší úlohy ztvárnil také v televizních seriálech Arabela se vrací aneb Rumburak králem Říše pohádek (1993), Hospoda (1996), Zdivočelá země (1997) a jako poslední v seriálu Polda (2016).
Kromě filmového a televizního herectví se věnoval také dabingu, který se stal jeho doménou. Nejvýraznější dabingovou rolí byla postava Kevina, kterou ztvárnil Macaulay Culkin v americké filmové sérii Sám doma a Sám doma 2: Ztracen v New Yorku. Hlas propůjčil také např. jednomu z trojice kačeřích chlapců Dulíkovi v Kačeřích příbězích (1990–1994), malému lvíčku Simbovi v animovaném filmu Lví král (1994), Percymu Weasleymu ve filmové sérii o Harrym Potterovi (2001 an.) nebo Loganu Huntzbergerovi v seriálu Gilmorova děvčata (2005–2007).
Zemřel ve věku 39 let, podle serveru Extra.cz spáchal sebevraždu, oběsil se kvůli neustávajícím depresím.